# George Town, Penang
George Town (malajski: Tanjung, što znači "rt"; kineski: 乔治市, Qiáozhì Shì) je glavni grad malejške države Penang. Nalazi se na sjeveroistočnom kutu otoka Penang. Po broju stanovnika je drugo metropolitsko područje u Maleziji, odmah poslije Kuala Lumpura.
Stari grad George Towna je, zajedno sa starim gradom Melaka, upisan na UNESCO-ov popis mjesta svjetske baštine u Aziji 2008. godine kao "povijesni gradovi malajskog prolaza koji su 500 godina bili mjestom kulturne razmjene zapada i istoka; o čemu svjedoči njihova materijalna i nematerijalna multikulturna baština".

## Povijest
Nakon što je zauzeo otok Penang od malezijskog sultanata Kedah britanski kapetan Istočnoindijske kompanije, Francis Light, je 1786. godine osnovao George Town izgradnjom utvrde Cornwallis. Ime mu je dao po britanskom kralju Đuri III. (George III.). Do 1804. godine ispod utvrde je niknuo grad s oko 12.000 stanovnika.
Za razliku od Portugalaca i Nizozemaca, Britanci su vršili politiku slobodne trgovine i ljudi iz svih krajeva svijeta su bili ohrabreni da se nasele u novi grad, ali i za proizvodnju i izvoz žitarica. Uprava otoka je bila u nadležnosti istočnoindijske tvrtke Bengalu, a 1826. godine je postao dio saveza gradova tjesnaca, zajedno sa Singapurom i Melakom.
Razvoj grada kroz stoljeća temelji se na spajanju različitih etničkih i kulturnih tradicija, uključujući malajske, europske, muslimanske, indijske i kineske utjecaje. To je rezultiralo ljudskom i kulturnom tapiserijom koja se odražava u bogatoj nematerijalnoj baštini jezika, vjerskih običaja, gastronomije, ceremonijama i festivalima.

## Znamenitosti
Kroz povijest, malejski tjesnac je bio važnim pomorskim prolazom za trgovce koji su ostvarili značajne kontakte Istoka i Zapada. Tu su nastala snažna kraljevstva i gradovi koji su bili magneti imigracije i jakih utjecaja iz okolice, ali i daljine, što je dovelo do multikulturalnog identiteta George Towna.
- Fort Cornwallis
- Budistički hram Khoo Kongsi Penang
- Židovsko groblje
- hram Heinan
- Crkva sv. Jurja
- Kuća Cheong Fatt Tze
- Hotel Cathay
- Hram Kong Hock Keong Penan
- Džamija Kapitan Keling
- Budistički hram Kek Lok Si
- Hram Mahamariamman

## Gradovi prijatelji
George Town je zbratimljen sa sljedećim gradovima:
- Adelaide, Australija
- Kanagawa, Japan
- Medan, Indonezija
- Xiamen, Kina

## Poveznice
Drugi znameniti kolonijalni gradovi:
- Angra do Heroísmo (Azori)
- San Cristóbal de La Laguna (Kanari)
- St. George (Bermudi)
- Vigan (Filipini)

## Vanjske poveznice
- Fotografije George Towna  Arhivirana inačica izvorne stranice od 3. prosinca 2008. (Wayback Machine) na Patrimoniummundi.com (engl.)
- Trails of Georgetown